# Louis Liger-Belair
Louis Liger-Belair (1772–1835) fue un general de división francés.

## Guerra de la Independencia Española
Fue ascendido a General de división en 1808
En junio de 1808 su caballería, de camino a Cádiz, fue emboscada en Valdepeñas. Su represalia fue quemar el pueblo y matar civiles.
Sus tropas fueron derrotadas por Reding en Mengibar, durante la Batalla de Bailén (julio de 1808), donde él y Gobert , que había venido en su ayuda y fue herido de muerte durante la batalla, fueron superados en número por dos a uno. Esta derrota, junto con la muerte de Gobert, fueron fundamentales para que Dupont cambiara su plan de batalla y dividiera sus fuerzas en dos, perdiendo así la batalla.
En Talavera (julio de 1809), sus brigadas formaron parte de la división de Sebastiani.
En 1811, dirigió una división de 10.947 efectivos del 4º Cuerpo de Sebastiani incorporado en el Ejército del Sur de Soult.

## Carrera de posguerra
En octubre de 1814, Liger-Belair recibió el mando de la 4ª división militar de Nancy.
Liger-Belair no participó en los Cien Días (1815) y el rey Luis XVIII lo nombró más tarde vizconde y le dio el mando de la 2ª división militar de Châlons.
En 1823, tenía el mando de la 5ª división militar.

## Nota
1. ↑  También deletreado Ligier-Belair (Omán, 1911).